# War Ina Babylon
A War Ina Babylon Max Romeo jamaicai reggae zenész 1976-ban megjelent lemeze.

## Számok
1. One Step Forward – Max Romeo & The Upsetters
2. Uptown Babies Don't Cry
3. I Chase The Devil
4. War Ina Babylon
5. Norman – Max Romeo & The Upsetters
6. Stealing In The Name Of Jah
7. Tan And See
8. Smokey Room
9. Smile Out A Style

## Külső hivatkozások
- https://web.archive.org/web/20120201175504/http://www.roots-archives.com/release/90